# Güira de Melena
Güira de Melena là một đô thị và thành phố ở tỉnh La Habana tây trung bộ Cuba. Thành phố này nằm ở bờ biển phía nam đảo Cuba, giáp vịnh Batabanó. Thời gian thành lập là 1779.

## Thông tin nhân khẩu
Năm 2004, đô thị Güira de Melena có dân số 37,838. Diện tích là 178 km² (68,7 mi²), với mật độ dân số là 212,6người/km² (550,6người/sq mi).
Đô thị này được chia thành các phường (barrio) Gabriel, Norte Pueblo, Sibanacán, Sur Pueblo, Tumbadero và Turibacoa.